# Российский международный олимпийский университет

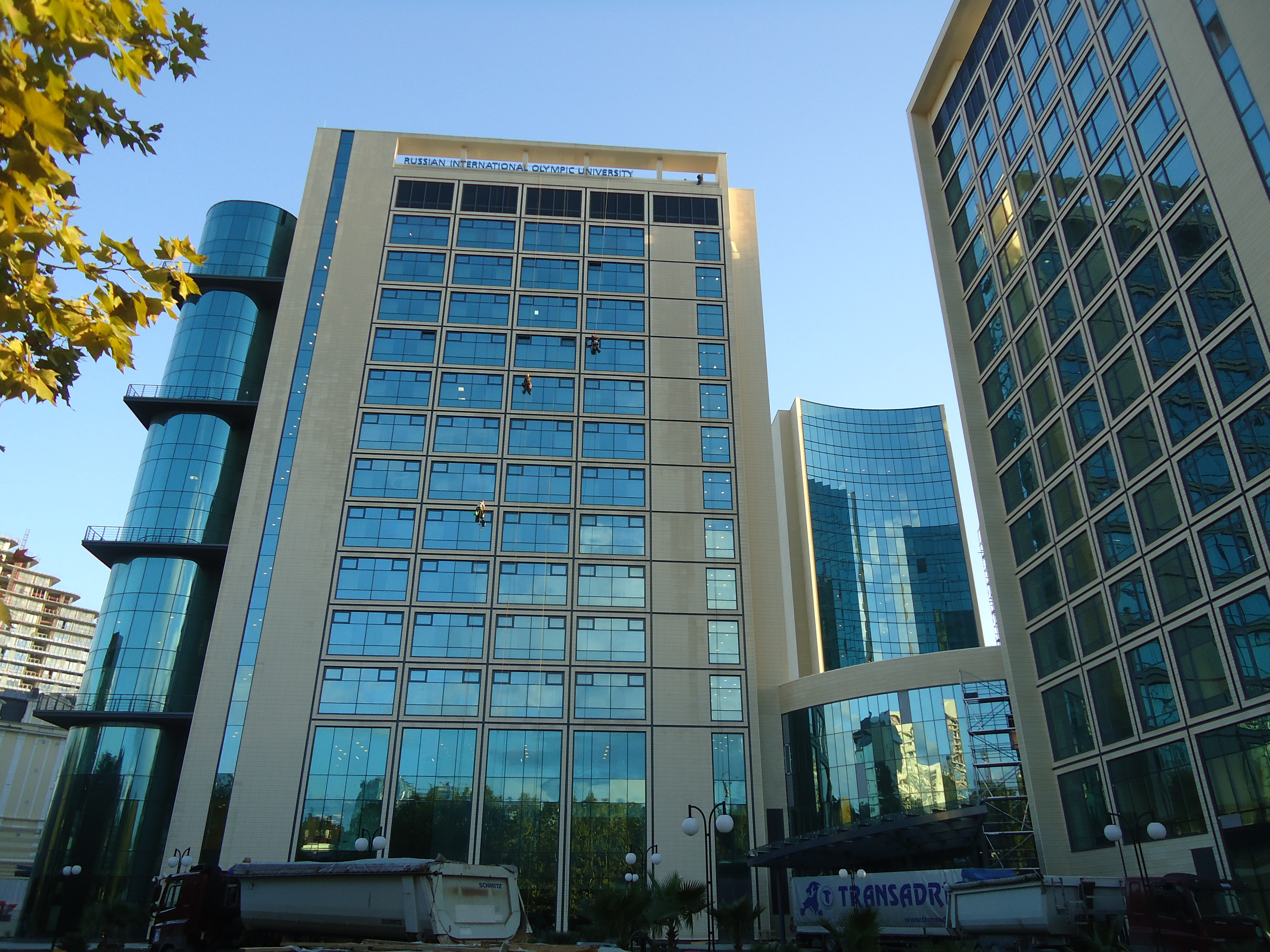
Кампус Российского международного олимпийского университета

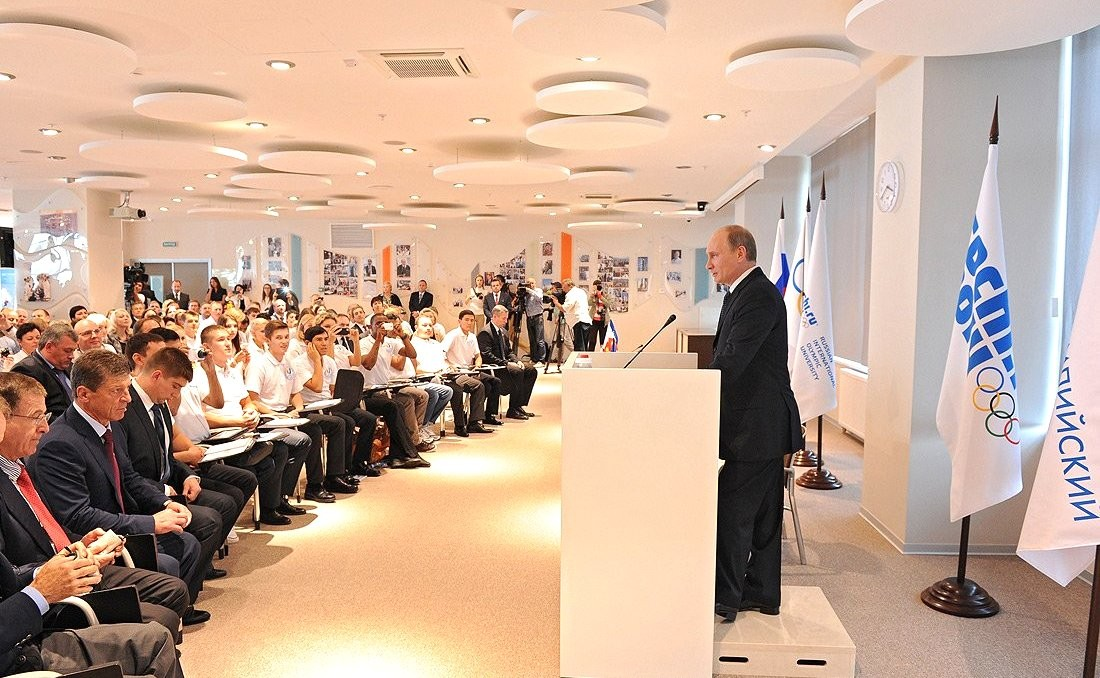
Президент Путин выступает перед студентами и преподавателями РМОУ

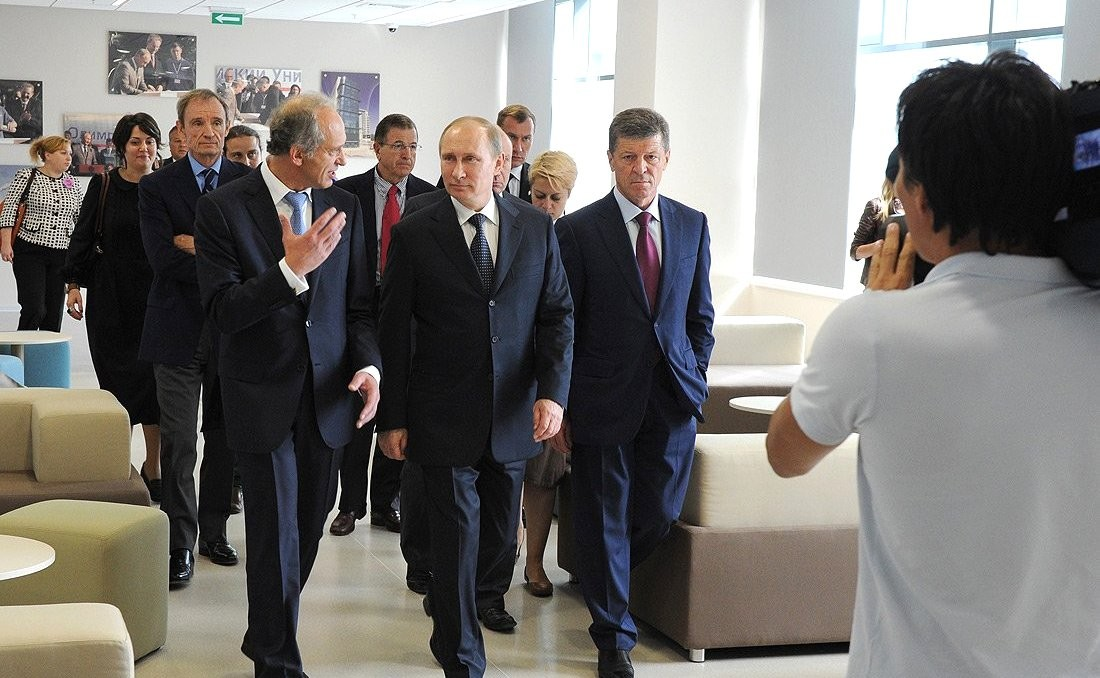
Ректор университета Л.Белоусов знакомит президента Путина и делегацию МОК с университетом

Росси́йский междунаро́дный олимпи́йский университе́т (РМОУ) — первое учебное заведение подобного типа в мире. Деятельность университета ориентирована на подготовку специалистов в области спортивного менеджмента для российской и мировой индустрии спорта, олимпийского и паралимпийского движения. Расположен в городе Сочи, Краснодарский край, Россия. Действует как автономная некоммерческая организация. 

## История создания
Российский международный олимпийский университет основан 21 октября 2009 года в соответствии с Меморандумом о взаимопонимании между Международным олимпийским комитетом, Оргкомитетом «Сочи 2014» и Олимпийским комитетом России (ОКР), а также распоряжением Правительства РФ N 774. В качестве учредителей выступают Минспорт России, ОКР, Оргкомитет «Сочи 2014» и компания «Интеррос».
Попечительский совет РМОУ возглавил Президент РФ В.В. Путин в 2010 году. Посетив университет 3 декабря 2019 года, он подчеркнул, что университет состоялся как учебное заведение мирового класса:

Владимир Путин: «По некоторым дисциплинам занимают, вот сейчас, второе место в Европе, по менеджменту спортивному — десятое в мире. Это за небольшой достаточно срок его существования. Это реально хорошее высшее учебное заведение».

Единственным инвестором проекта является «Интеррос». Стоимость строительства и развития РМОУ оценивается в 500 млн долларов США, из которых 150 млн являются бюджетом благотворительного характера. Строительство было завершено в 2013 году.
Здание РМОУ расположено в Центральном районе города Сочи рядом с конференц-центром на 1108 мест. Университетский кампус РМОУ стал не только важным элементом наследия Зимних Олимпийских игр 2014, но и крупным центром образовательной, культурной и деловой активности.
30 июля 2012 года во время Олимпиады в Лондоне состоялась презентация уникального годичного курса РМОУ — Master of Sport Administration. Во время презентации президент «Интерроса» Владимир Потанин заявил, что 20 будущих слушателей курса MSA получат гранты, которые покроют их обучение и проживание.

Владимир Потанин: «Считаю, что индивидуальная поддержка — самый эффективный способ стимулировать лучших студентов. А мне, как одному из учредителей РМОУ хочется, чтобы принципиально новая программа MSA в олимпийском университете с первого года привлекла наиболее способных слушателей».

С сентября 2013 года начата деятельность по основным образовательным программам.

## Образовательная деятельность
Основной образовательный продукт РМОУ — годичная программа MSA (МСА, «Мастер спортивного администрирования»). В её разработке участвовали известные российские и зарубежные эксперты в области спортивного менеджмента, которые также ведут отдельные модули курса:
- Спортивный маркетинг и коммуникации;
- Управление, политика и Олимпийское движение;
- Экономика спорта и Олимпийских игр;
- Исследовательские методы в спортивном менеджменте;
- Бизнес в спорте и Олимпийских играх;
- Спортивное право.

Обучение в рамках программы MSA осуществляет группа профессоров, экспертов из 10 стран. Учебный план предусматривает использование как традиционных форм обучения — лекций и семинаров, характерных для классического университета, так и иных: тренингов, кейсов, интерактивных занятий, каскадного обучения и других современных методов, отличающих учебный процесс бизнес-школ. Программа ориентирована на сотрудников национальных олимпийских комитетов, международных и российских спортивных федераций, клубов, маркетинговых агентств, предприятий спортивной отрасли, работников физической культуры и спорта.
Занятия по англоязычной версии программы МSA начались в сентябре 2013 года в кампусе РМОУ в г. Сочи, а первый выпуск состоится в конце июня 2014 года. В 2014 году университет открыл набор на русскую версию программы.
По итогам 2017 года программа МSA вошла в десятку лучших программ по спортивному менеджменту в мире (согласно рейтингу Postgraduate Sports Course Rankings, который является единственным авторитетным отраслевым рейтингом в секторе образования по спортивному менеджменту).
С 2010 года РМОУ ведет образовательную деятельность и по широкому спектру краткосрочных программ: организует курсы повышения квалификации для региональных руководителей спорта, для спортсменов, завершивших карьеру, совместно с Олимпийским комитетом России осуществляет Олимпийскую образовательную программу для широкого круга спортивных менеджеров и управленческого персонала коммерческих и государственных спортивных организаций.

## Издательская деятельность
В 2011 году РМОУ запустил собственную издательскую программу, которая развивается по двум направлениям: ежеквартальный выпуск научно-популярного журнала «Вестник РМОУ» и публикация серии книг воспоминаний, архивных материалов, исследований по истории и философии олимпизма, а также российских и зарубежных учебников по различным сферам спортивного образования.

## Кампус
Кампус РМОУ, построенный в 2013 году и расположенный в центре г. Сочи, рассчитан на единовременное обучение до 300 студентов и ежегодный выпуск — до 1500 человек по всем формам обучения. За пять учебных лет (с 2016 по 2021 гг.) было обучено 5800 человек только по «Олимпийской образовательной программе».

## Партнёрские связи
РМОУ имеет систему партнерских связей с ведущими отечественными и зарубежными вузами. На середину 2013 года его партнерами являются Московский Государственный Университет им. М. В. Ломоносова, Московский Финансово-Промышленный Университет, Академия Международного Паралимпийского Комитета и Всемирная Академия Спорта (Великобритания), Центр олимпийских исследований Автономного университета Барселоны (Испания), Университет прикладных наук Куфштайна (Австрия), Университет Капилано (Канада), Университет Шеффилд Халлам, Брунельский Университет, Университет Восточного Лондона (Великобритания).
РМОУ официально является главным элементом гуманитарного наследия Олимпийских и Паралимпийских игр в Сочи 2014 года.
Ректором университета является профессор Л. С. Белоусов.